# Téméra
Téméra es una comuna o municipio del círculo de Bourem de la región de Gao, en Malí. En abril de 2009 tenía una población censada de 20 516 habitantes.
Se encuentra ubicada en el centro-este del país, cerca de la frontera con las regiones de Tombuctú y Kidal.